# ناوچه کلاس اتنا
ناوچه کلاس اتنا (به انگلیسی: Etna-class corvette) یک کلاس از کشتی است که طول آن 35.9 metres می‌باشد.